# هوراس ليندروم
هوراس ليندروم (بالإنجليزية: Horace Lindrum)‏ (15 يناير 1912 - 20 يونيو 1974) كان لاعب سنوكر وبلياردو أسترالي محترف ولقد فاز ببطولة العالم للسنوكر عام 1952 ويعتبر ليندروم اللاعب الأسترالي الوحيد الذي يفوز بالبطولة حتى فوز نيل روبرتسون بالبطولة عام 2010 أي بعد 58 عاماً.

## روابط خارجية
- هوراس ليندروم على موقع CueTracker.net (الإنجليزية)